# حسن كوراني
حسن محمد كوراني (22 يناير 1995) هو لاعب كرة قدم لبناني يلعب في خط الوسط هجوم لنادي النجمة والمنتخب اللبناني.

## مع نوادي كرة القدم
ظهر لأول مرة مع شباب الساحل تحت قيادة المدرب جمال طه في موسم 2013-14. ومع ست مباريات في الدوري، حصل على جائزة أفضل لاعب شاب في لبنان. في 18 أغسطس 2017، أعلن نادي طرابلس عن توقيع عقدًا على سبيل الإعارة لمدة عام واحد. وفي مايو 2020، انتهى عقده مع شباب الساحل.في 15 يوليو 2020، انضم إلى النجمة بعقد لمدة عامين. وفي مايو 2022، جدد عقده المنتهي لمدة ثلاث سنوات أخرى.

## دولياً
آخر تحديث 28 يونيو 2023.
| الفريق الوطني | السنة   | الظهور | الأهداف |
| ------------- | ------- | ------ | ------- |
| لبنان         | 2022    | 1      | 0       |
| لبنان         | 2023    | 7      | 1       |
| المجموع       | المجموع | 8      | 1       |

## إحصائيات
| # | تاريخ        | مكان                             | الخصم   | الأهداف | نتيجة | مسابقة                    |
| - | ------------ | -------------------------------- | ------- | ------- | ----- | ------------------------- |
| 1 | 9 يونيو 2023 | ملعب كالينجا ، بوبانسوار ، الهند | فانواتو | 2-1     | 3-1   | كأس الانتركونتيننتال 2023 |

## الإنجازات
شباب الساحل
- كأس النخبة اللبناني: 2019
- كأس التحدي اللبناني: 2014، 2015

النجمة
- كأس الاتحاد اللبناني: 2021–22، 2022–23
- كأس النخبة اللبنانية: 2021
- كأس السوبر اللبناني: 2023

فردي
- أفضل لاعب شاب في الدوري اللبناني الممتاز: 2013–14.[6]

## روابط خارجية
- حسن كوراني على موقع قاعدة بيانات كرة القدم.إي يو (الإنجليزية)
- حسن كوراني على موقع ناشيونال فوتبول تيمز (الإنجليزية)
- حسن كوراني على موقع كووورة